# Салокачи (село)
Салокачи — упразднённое село в Архаринском районе Амурской области России. Исключено из учётных данных в 1974 году.

## География
Село располагалось вблизи горы Матушкина, на правом берегу реки Салокачи выше впадения в неё реки Нижняя Илга, на расстоянии примерно 60 километров (по прямой) к северо-востоку от села Могилёвка.

## История
По данным 1926 года в Салакачи имелось 13 хозяйств (12 крестьянского типа и 1 прочих) и проживало 49 человек (22 мужчины и 27 женщин). В национальном составе населения преобладали русские. В административном отношении входило в состав Гилево-Плюсинского сельсовета Хингано-Архаринского района Амурского округа Дальневосточного края.
Решением Амурского исполкома от 7 июня 1974 года № 253, село Салокачи исключено из учётных данных как несуществующее.